# Fontaines-d'Ozillac
 Fontaines-d'Ozillac  es una población y comuna francesa, situada en la región de Poitou-Charentes, departamento de Charente Marítimo, en el distrito y cantón de Jonzac.

## Demografía
| 437 | 442 | 378 | 329 | 370 | 394 |
| Para los censos de 1962 a 1999 la población legal corresponde a la población sin duplicidades (Fuente: INSEE [Consultar]) |     |     |     |     |     |